# 125071 Lugosi
125071 Lugosi este un asteroid din centura principală de asteroizi.

## Descriere
125071 Lugosi este un asteroid din centura principală de asteroizi. A fost descoperit pe 8 octombrie 2001 la Observatorul Palomar de Krisztián Sárneczky. Asteroidul prezintă o orbită caracterizată de o semiaxă mare de 2,31 ua, o excentricitate de 0,07 și o înclinație de 4,8° în raport cu ecliptica.